# Осекров
Осекров (укр. Осекрів) — село в Турийской поселковой общине Ковельского района Волынской области Украины.
До 2020 года входило в Турийский район.
Код КОАТУУ — 0725582607. Население по переписи 2001 года составляет 112 человек. Почтовый индекс — 44863. Телефонный код — 3363. Занимает площадь 0,535 км².